# Comitatul Middlesex, Massachusetts
Comitatul Middlesex, conform originalului Middlesex County, este un comitat aflat în partea de nord-vest a statului american Massachusetts.  Este cel mai populat comitat al statului Massachusetts.  Conform recensământului din 2000, populația era de 1.465.396.  Centrul populației statului se găsește în Middlesex County, în orașul Natick. 
Comitatul are două sedii în orașele Cambridge și Lowell. GR6  Guvernul comitatului a fost desființat de către stat, dar delimitarea pe hartă continuă să descrie limitele de acțiune juridică precum și alte limitări administrative.
Comitatul a fost creat de către Curtea de justiție a coloniei Massachusetts la 10 mai 1643, când se ordonase "ca întreaga colonie aflată sub această jurisdicție să fie împărțită în patru subdiviziuni." (Conform originalului din limba engleză, "that the whole Massachusetts Bay Colony within this jurisdiction be divided into four sheires"). Inițial, comitatul Middlesex a conținut Charleston, Cambridge, Watertown, Sudbury, Concord, Woburn, Medford și Reading.

## Geografie

### Comitate înconjurătoare
- Comitatul Hillsborough (la nord)
- Comitatul Essex (la nord-est)
- Comitatul Suffolk (la sud-est)
- Comitatul Norfolk (la sud)
- Comitatul Worcester (la vest)

## Politica comitatului
| An   | Partidul Democrat | Partidul Republican |
| ---- | ----------------- | ------------------- |
| 2004 | 63.99% 440,862    | 34.52% 237,815      |
| 2000 | 61.49% 404,043    | 30.27% 198,914      |
| 1996 | 63.41% 398,190    | 27.06% 169,926      |
| 1992 | 49.89% 343,994    | 28.10% 193,703      |
| 1988 | 54.57% 361,563    | 43.82% 193,703      |
| 1984 | 50.26% 325,065    | 49.42% 319,604      |
| 1980 | 42.46% 270,751    | 40.30% 256,999      |
| 1976 | 55.94% 359,919    | 40.42% 260,044      |
| 1972 | 55.91% 345,343    | 43.56% 269,064      |
| 1968 | 64.11% 370,310    | 32.60% 188,304      |
| 1964 | 76.25% 439,790    | 23.36% 134,729      |
| 1960 | 59.01% 356,130    | 40.78% 246,126      |

## Localități
- Acton
- Arlington
- Ashby
- Ashland
- Ayer
- Bedford
- Belmont
- Billerica
- Boxborough
- Burlington
- Cambridge
- Carlisle
- Chelmsford
- Concord
- Dracut
- Dunstable
- Everett
- Framingham
- Groton
- Holliston
- Hopkinton
- Hudson
- Lexington
- Lincoln
- Littleton
- Lowell
- Malden
- Marlborough
- Maynard
- Medford
- Melrose
- Natick
- Newton
- North Reading
- Pepperell
- Reading
- Sherborn
- Shirley
- Somerville
- Stoneham
- Stow
- Sudbury
- Tewksbury
- Townsend
- Tyngsborough
- Wakefield
- Waltham
- Watertown
- Wayland
  - Cochituate
- Westford
- Weston
- Wilmington
- Winchester
- Woburn